# Gunhild Carling
Gunhild Carling (nascuda el 7 de maig de 1975) és una música i multiinstrumentista sueca de jazz. És famosa per ser capaç de tocar tres trompetes alhora.

## Carrera
Carling es va fer coneguda per la seva actuació a Allsång på Skansen el 20 de juliol de 2010. El mateix any es va convertir en una comentarista experta de Dansbandskampen a SVT. Gunhild toca el trombó, gaita, trompeta, flauta de bec, instruments de corda (com ara banjo, ukelele i arpa), i sovint mostra totes les seves habilitats en una sola cançó, de vegades irrompent en un toc de ball o cantant. Carling també va competir com a ballarina famosa a Let's Dance 2014 a TV4, en què va resultar tercera.
El 2013 va actuar amb la seva "Carling Big Band" al Palau Reial d'Estocolm en la celebració del Jubileu Rubí del rei Carl XVI Gustaf. El 2016, Carling va actuar a la celebració del 70è aniversari del rei Carl XVI Gustaf.
Va ser presentada com a cantant i multiinstrumentista en diverses de les adaptacions de cançons pop de Postmodern Jukebox de Scott Bradlee, que inclouen una versió swing de jazz de "Never Going to Give You Up" de Rick Astley, una versió swing de jazz dels anys vint de "Material Girl", una versió de jazz vintage de "The Final Countdown" de Europe, una versió jazz de "Happy" de Pharrel Williams i una versió jazz dels anys vint de "Dancing Queen" d'ABBA.
El 2016 va aparèixer a TEDxArendal, parlant i tocant el trombó, que segons ella ha dit que és el seu instrument preferit. Carling sovint expressa el seu afecte i respecte pels artistes del jazz inicial, i especialment del període seminal de Nova Orleans. Entre d'altres, fa referència a les influències de Louis Armstrong, Freddie Keppard, Jelly Roll Morton, Bix Beiderbecke i Billie Holiday. La influència de Holiday és patent en l'estil de cant de Carling.

El 2003, Carling es va casar amb Johan Blomé, que fa producció de fotografia i vídeo i també toca múltiples instruments. Sovint actua amb els seus fills, la seva filla Idun Blomé i el seu fill Viggo Blomé. Començant de petita, també ha actuat moltes vegades amb els seus germans, la seva germana Gerd i els seus germans Max i Ulf. Inicialment tocaven amb els seus pares musicals Aina i Hans Carling, i el primer continua sent un membre freqüent de la seva companyia musical. El 2016, la "dona meravellosa del jazz" va explicar el desenvolupament dels seus talents i carrera:
"No he tingut mai una mestra de música. Jo vinc d'una família que toca música. Vaig créixer al sud de Suècia, als afores de Malmö. La nostra casa estava plena de varietat: circ, interpretació, dansa, vodevil i novetat. Només vaig agafar instruments de molt jove i els tocava. Vaig començar amb la bateria, després la gravadora, el trombó i la trompeta. Aleshores vaig començar a ballar amb claqué i, després, l'harmònica i la gaita. Més tard, vaig començar a compondre música".
Carling realitza gran part de les obres d'art per als seus materials promocionals.
El 2018, Carling es va traslladar al nord de Califòrnia amb la seva família. Tenia programades actuacions a tots els Estats Units, però amb llocs tancats a causa de la pandèmia COVID-19, sovint actuà en directe a través de les xarxes socials en línia.
Diversos vídeos de Carling han superat el milió de visualitzacions. Els seus àlbums gravats estan disponibles com a CD comercials i descàrregues digitals i en serveis de transmissió.

## Discografia

### Àlbums
- I Lost My Heart in Dixieland, The Carling Family Hot Five (1985)
- The Carling Family Hot Six, The Carling Family Hot Six (1987)
- That's My Desire, Gunhild Carling and her Swing Band (2002)
- 20th Jubilee, Carling Family (2004)

Banjo, guitarra, Aina Carling; Clarinet, saxo tenor, violí, Max Carling; Bateria, Ulf Carling; Piano, trombó, saxo alt, Gerd Carling; Trombó, trompeta, flauta de bec, veu, harmònica, Gunhild Carling; Trompeta, piano, Hans Carling
- Magic Swing!, Gunhild Carling and the Carling Big Band (2007)
- Hot Jazz, Carling Family (2009)

Banjo, guitarra, Aina Carling; Clarinet, saxo tenor, violí, Max Carling; Contrabajo - Tomas Carling; Bateria, Ulf Carling; Piano, trombó, saxo alt, Gerd Carling; Trombó, trompeta, flauta de bec, veu, harmònica, Gunhild Carling; Trompeta, piano, Hans Carling
- Varieté, Gunhild Carling and the Carling Big Band (2014)
- Red Hot Jam, Gunhild Carling (2014)
- Swing Out, Gunhild Carling and the Carling Big Band (2014)
- Big Apple, Gunhild Carling and the Carling Big Band (2015)
- Harlem Joy, Gunhild Carling and the Carling Big Band (2015)

### Singles i EPs
- Baby It's Cold Outside, Christer Sjögren, Pernilla Wahlgren & Gunhild Carling (2011)
- Winter's Day, Gunhild Carling (2011)

## Premis
- 1985 - The Louis Armstrong Scholarship[14]
- 2006 - Kobe Jazz Street Award[15]
- 2009 - The SKAP Scholarship
- 2009 – The Anita O'Day Award
- 2010 - Malmö Stads Glädjespridare[16]
- 2011 – Hedersmedborgare, a Suècia
- 2014 – Årets skåning
- 2016 - The Thore Ehrling Scholarship[17]